# فيتشيراتشانون خادبو
فيتشيراتشانون خادبو (بالتايلندية: วิชัย ราชานนท์) (مواليد 3 مارس 1968) هو ملاكم تايلاندي، مثّل بلاده في الألعاب الأولمبية الصيفية في دورتي 1988 و1992 و1996.

## روابط خارجية
فيتشيراتشانون خادبو على موقع أوليمبيديا (الإنجليزية)